# اتحادیه همکاری‌های منطقه‌ای جنوب آسیا
اتحادیه همکاری‌های منطقه‌ای جنوب آسیا (به انگلیسی: South Asian Association For Regional Cooperation) که بر اساس مخفف عنوان انگلیسی، سارک (به انگلیسی: SAARC) نامیده می‌شود، یک سازمان سیاسی و اقتصادی متشکل از هشت کشور در جنوب آسیا است. مجموع جمعیت کشورهای عضو آن تقریباً یه سه میلیاردی جمعیت جهان را تشکیل می‌دهد که از نظر جمعیت، حوزه تأثیر آن از هر سازمان منطقه‌ای دیگر بیشتر است. این سازمان در ۸ دسامبر ۱۹۸۵ توسط هند، پاکستان، بنگلادش، سریلانکا، نپال، مالدیو و بوتان تأسیس شد. در آوریل ۲۰۰۷، در خلال چهاردهمین نشست اتحادیه، افغانستان هشتمین عضو آن شد. کشورهای ایران و چین نیز که از اعضای ناظر این سازمان هستند، درخواست عضویت در این سازمان را دارند.
هدف از تشکیل این اتحادیه، افزایش همکاری‌های متقابل، میان کشورهای عضو می‌باشد. دبیرخانهٔ دائمی سارک، در کاتماندو پایتخت کشور نپال واقع است.